# Gare de Hassi Bahbah
La gare de Hassi Bahbah est une gare ferroviaire algérienne située sur le territoire de la commune de Hassi Bahbah, dans la wilaya de Djelfa.

## Situation ferroviaire
Établie à une altitude de 855 m, la gare est située au point kilométrique (PK) 84 de la ligne de Boughezoul à Laghouat, où elle est précédée de la  gare de Aïn Oussara et suivie de celle de Djelfa
| \| Djelfa Hassi Bahbah Aïn Oussara \| Localisation de la gare de Hassi Bahbah dans la wilaya de Djelfa. |
| Djelfa Hassi Bahbah Aïn Oussara                                                                         |

## Histoire
La gare est mise en service le 29 octobre 2023 lors de l'inauguration de la ligne de Boughezoul à Laghouat,.

## Service des voyageurs

### Desserte
La gare de Hassi Bahbah est desservie par les trains régionaux de la liaison Boughezoul - Laghouat.